# Microhyla fowleri
Microhyla fowleri är en groddjursart som beskrevs av Taylor 1934. Microhyla fowleri ingår i släktet Microhyla och familjen Microhylidae. Inga underarter finns listade i Catalogue of Life.